# Moldauhafen

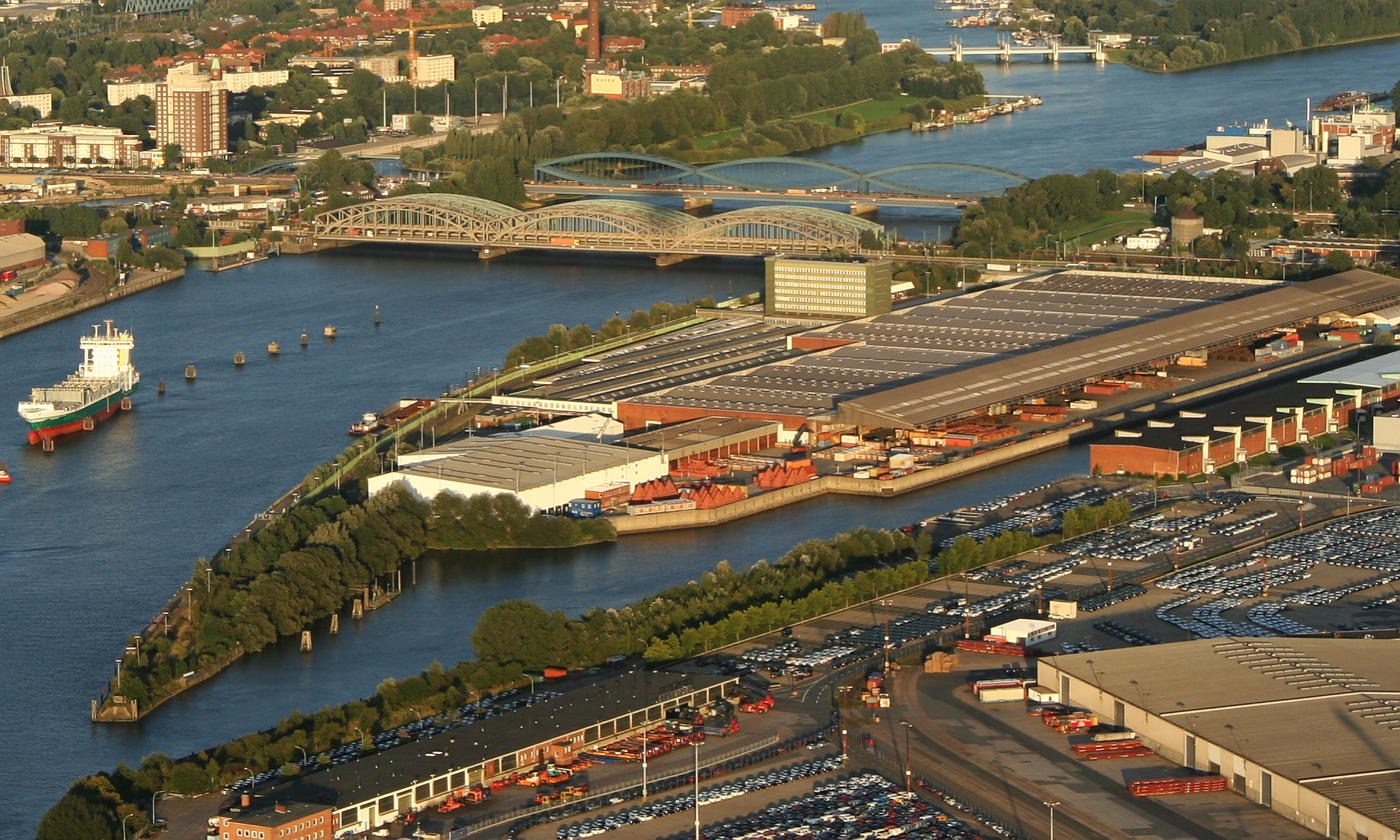
No meio e na direita da imagem, o lote Moldauhafen pode ser visto de cima

Moldauhafen é um lote no porto de Hamburgo, Alemanha, que a Tchecoslováquia adquiriu em um contrato de arrendamento por 99 anos em 1929, conforme o Tratado de Versalhes. Com a dissolução da Tchecoslováquia em 1993, a República Tcheca sucedeu aos direitos ao lote. O contrato de arrendamento expirará em 2028.
O lote não é um enclave, pois não é considero território soberano tcheco. A Alemanha já teve arranjos similares no porto de Stettin, agora Szczecin, Polônia.
O lote é um dos três lotes sobre os quais a República Tcheca tem direitos. Os outros dois são Saalehafen e Peutehafen. Saalehafen está sob o Tratado de Versalhes, mas a então Checoslováquia comprou o Peutehafen em 1929. Tanto Moldauhafen quanto Saalehafen fazem parte do porto livre de Hamburgo, e ficam no aterro de Dresdner Ufer e Hallesches Ufer. A área compreende cerca de 28.500 metros quadrados. As instalações alugadas constituem uma zona franca que foi chamada de zona de locação tcheco-eslovaca para navegação interior no porto franco de Hamburgo.
Peutehafen compreende uma área de cerca de 13.500 metros quadrados. Ela fica na península estreita entre o Peutekanal e o cais de Peutehafen, e fica logo após o porto livre de Hamburgo.

## Tratado de Versalhes
O Tratado de Versalhes diz, nos artigos 363 and 364:
Artigo 363
| “ | Nos portos de Hamburgo e Stettin, a Alemanha arrendará ao Estado Tchecoslovaco, por um período de 99 anos, áreas que serão colocadas sob o regime geral de zonas francas e serão utilizadas para o trânsito direto de mercadorias provenientes ou com destino a esse Estado. | ” |

Artigo 364
| “ | A delimitação dessas áreas, e seus equipamentos, sua exploração e, em geral, todas as condições para sua utilização, incluindo o valor do aluguel, serão decididas por uma Comissão composta por um delegado da Alemanha, um delegado do Estado Tcheco-eslovaco e um delegado da Grã-Bretanha. Estas condições serão passíveis de revisão a cada dez anos da mesma forma. A Alemanha declara antecipadamente que aderirá às decisões assim tomadas. | ” |